# پل ماکسول

یک پل ماکسول - وین

یک پُل ماکسول تغییراتی در یکپل ویتستون است که از آن برای اندازه‌گیری یک سلف ناشناخته (معمولاً مقدار Q پایین) استفاده می‌شود که از نظر مقاومت و سلف یا مقاومت و خازن کالیبره شده. هنگامی که اجزای کالیبره شده یک مقاومت و خازن موازی هستند، این پُل به عنوان یک پُل ماکسول-وین شناخته می‌شود. این نام برای جیمز سی ماکسول است که اولین بار آن را در سال ۱۸۷۳ توصیف کرد.
با مراجعه به تصویر، در یک کاربرد معمولی {\displaystyle R_{1}} و {\displaystyle R_{4}} اجزای ثابت معلومی هستند، و {\displaystyle R_{2}} و {\displaystyle C_{2}} موجودات متغیر معلوم هستند. {\displaystyle R_{2}} و {\displaystyle C_{2}} تنظیم می‌شوند تا زمانی که پل متعادل شود.
{\displaystyle R_{3}} و {\displaystyle L_{3}} را سپس می‌توان بر اساس مقادیرِ سایرِ مولفه‌ها محاسبه شود:
{\displaystyle {\begin{aligned}R_{3}&={\frac {R_{1}\cdot R_{4}}{R_{2}}}\\L_{3}&=R_{1}\cdot R_{4}\cdot C_{2}\end{aligned}}}
برای جلوگیری از مشکلات ناشی از تعیین مقدار دقیق یک خازن متغیر ، گاهی اوقات یک خازن با مقدار ثابت نصب خواهد شد و بیش از یک مقاومت متغیر ساخته خواهد شد. نمی‌توان از آن برای اندازه‌گیری مقادیر بالای Q استفاده کرد. همچنین برای سیم‌پیچ‌هایی با مقادیر Q پایین، کمتر از یک، به دلیل مشکل همگرایی تعادل، نامناسب است. استفاده از آن محدود به اندازه‌گیری مقادیر Q پایین از ۱ تا ۱۰ است.
{\displaystyle Q={\frac {\omega L}{R}}}